# الشتاء الروسي

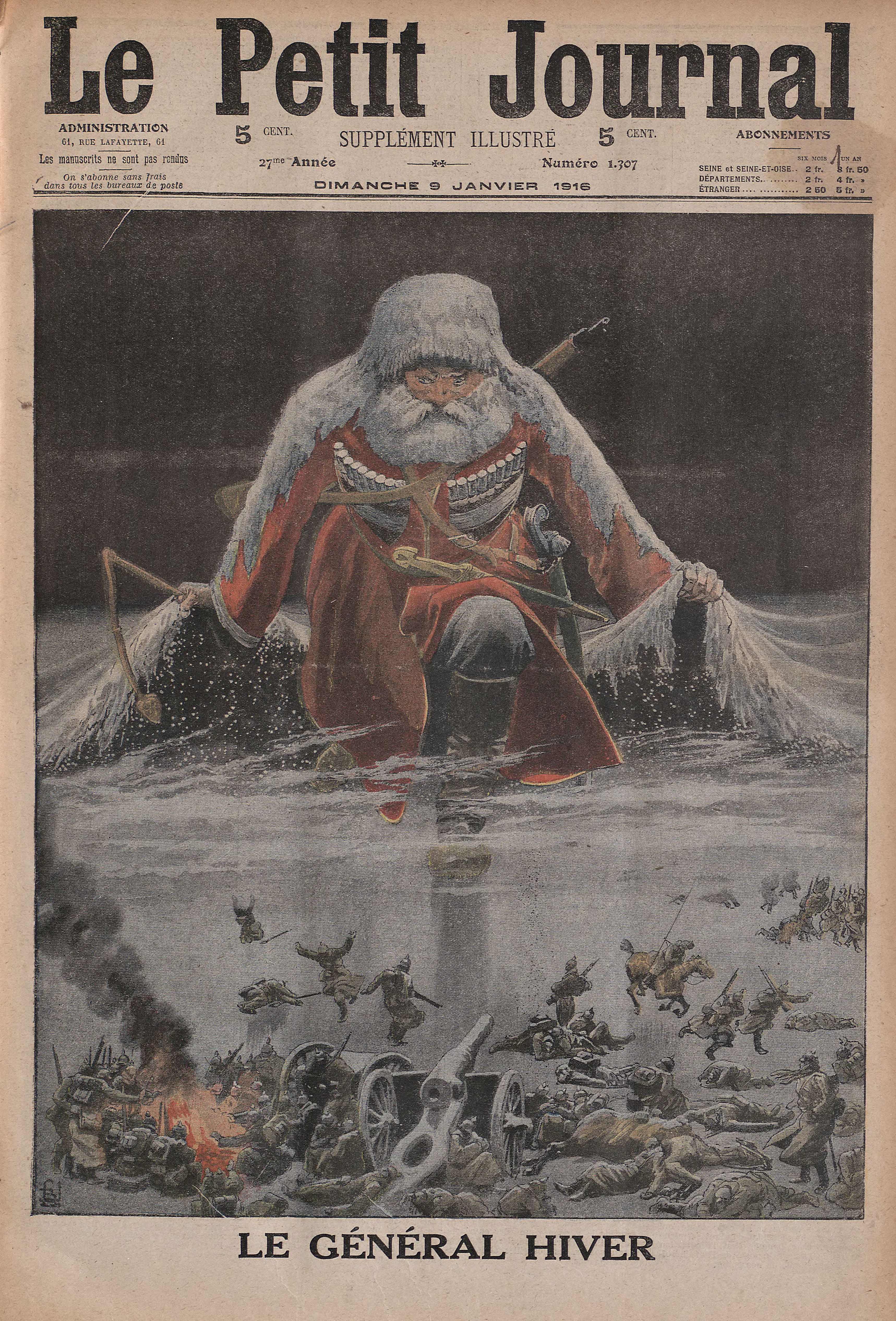
"الجنرال الشتاء"، من الرسم التوضيحي للصفحة الأولى عام 1916 للدورية الفرنسية لو بيتي جورنال

الشتاء الروسي، يتم تجسيده أحياناً على هيئة «الجنرال الصقيع» (بالروسية: Генерал Мороз) أو «الجنرال الشتاء»، هو جانب من مناخ روسيا ساهم في الإخفاقات العسكرية للعديد من غزوات روسيا. يرتبط معه الوحل كعامل مساهم بإضعاف المناورات العسكرية في روسيا وبلدان أخرى، والذي يتم تجسيده أحياناً على أنه «الجنرال الوحل». يسمي الروس هذه الظروف الموحلة بالراسبوتيتسا، والتي تحدث مع هطول الأمطار في الخريف وذوبان الجليد في الربيع في روسيا وتجعل التنقل عبر الطرق غير المُعبدّة أمراً صعباً.

## الشتاء كعامل مساهم في الهزيمة العسكرية

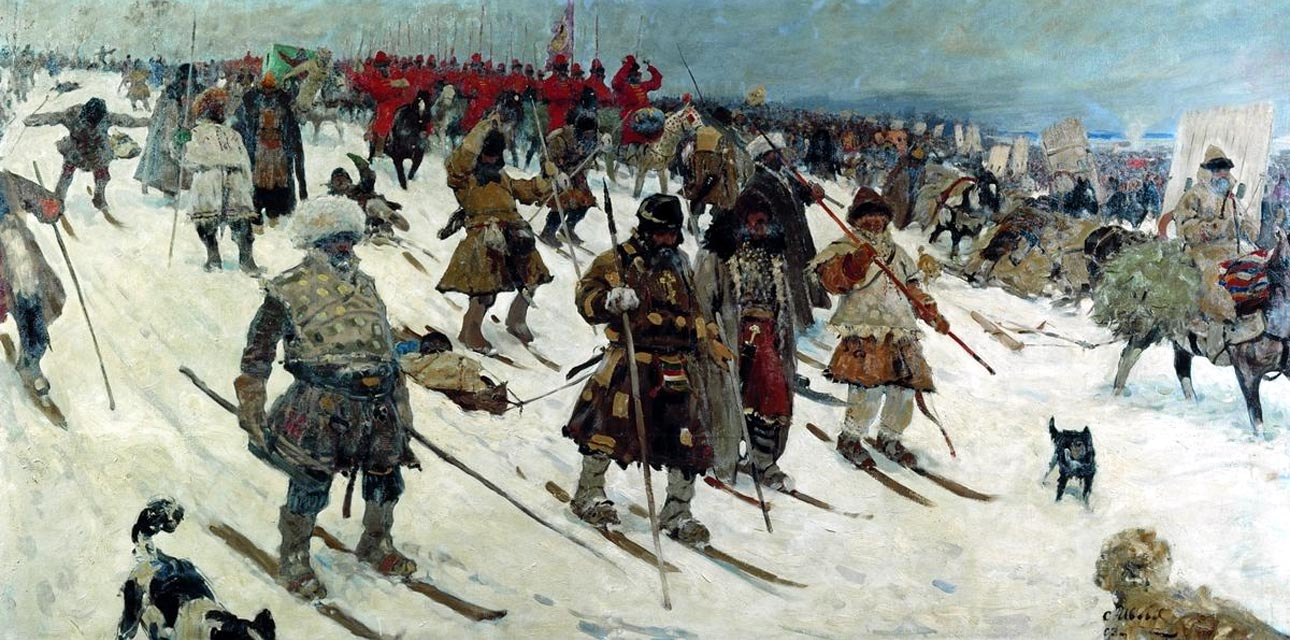
استخدم الروس الزلاجات في الحرب الثالثة بين روسيا وليتوانيا (1507-1508).

في دراسته لحروب الطقس البارد في روسيا، استنتج الكاتب ألين إف تشيو أن «الجنرال الشتاء» كان «عاملاً مساهماً جوهرياً» —وليس عاملاً حاسماً— في الإخفاقات العسكرية لغزو كل من نابليون وهتلر لروسيا. ويشير إلى أن جيش نابليون كان يعاني بالفعل من استنزاف كبير قبل الشتاء بسبب نقص الإمدادات والأمراض والهروب من الخدمة العسكرية وضحايا الحرب. وبالمثل، تكبد الجيش الألماني لهتلر بالفعل 734.000 من الضحايا مع نفاد الإمدادات في نوفمبر (تشرين الثاني) 1941 قبل حلول فصل الشتاء.

## أمثلة

### الغزو السويدي عام 1707
في الحرب الشمالية العظمى، غزا كارل الثاني عشر ملك السويد روسيا عام 1707. تراجع الروس متبعين سياسة الأرض المحروقة. عُد هذا الشتاء الأكثر قسوةً في القرن الثامن عشر، فقد كان الصقيع شديداً لدرجة أن ميناء البندقية تجمد خلال الصقيع العظيم عام 1709. بحسب شهادات معاصرة، تسبب الصقيع في تجمد الطيور عند طيرانها في أوكرانيا وقد عانى السويديون في حصار الروس المتمركزين في نصف دائرة حول بلدة فيبريك من مصاعب جمّة بسبب انقطاع المؤن وتناقص الطعام والذخيرة. أصيبت قوات كارل الثاني عشر البالغ عددها 35.000 بالشلل وبحلول الربيع لم يتبق سوى 19.000 جندي. سطرت معركة بولتافا في أواخر يونيو (حزيران) 1709 نهاية الإمبراطورية السويدية.

### الغزو الفرنسي عام 1812

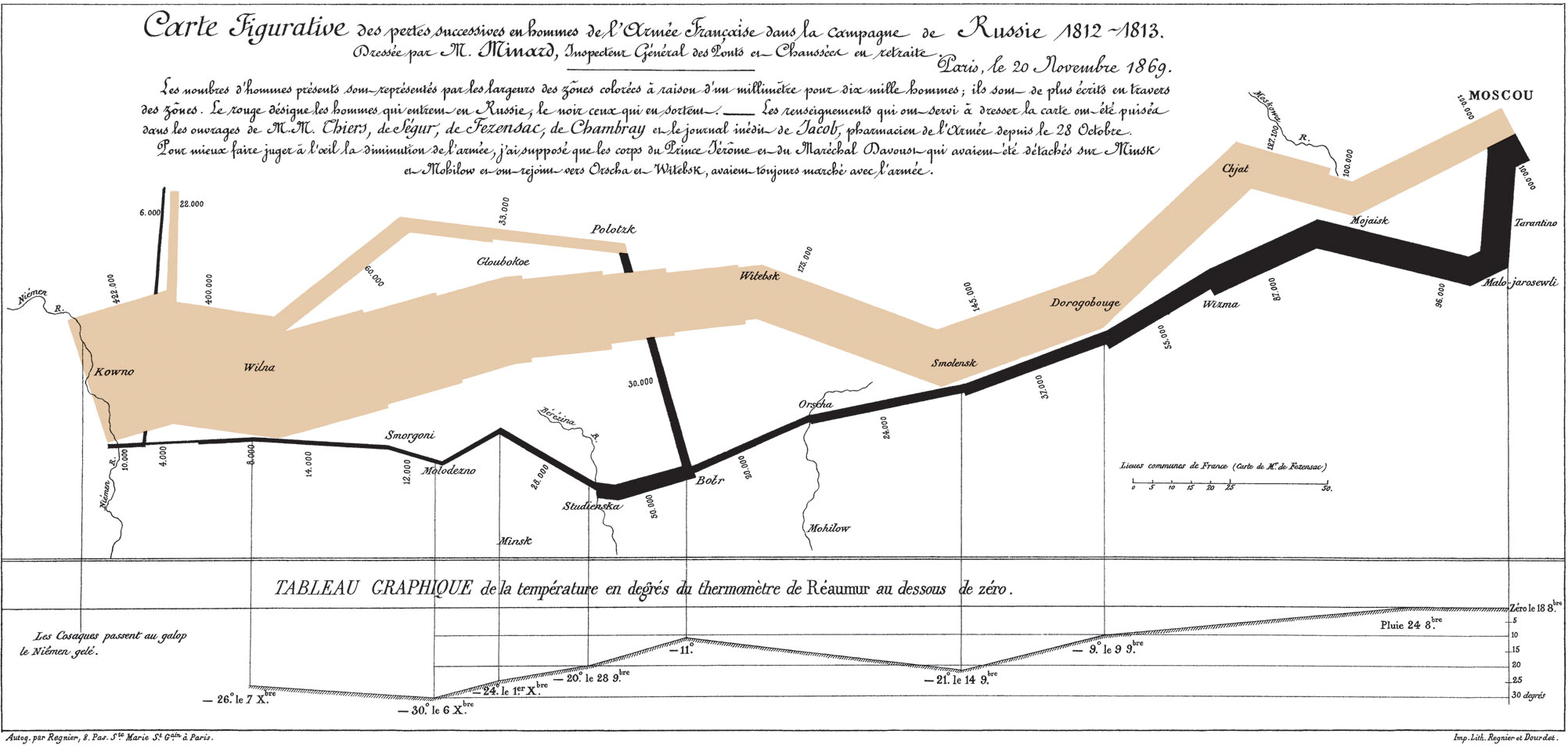
يُظهر الرسم البياني لتشارلز مينارد قوة الجيش الكبير أثناء زحفه إلى موسكو وعودته، مع تخطيط درجة الحرارة (على مقياس ريومور) على الرسم البياني السفلي لرحلة العودة. –30 درجة ريومور = –37.5 درجة مئوية = -35.5 درجة فهرنهايت

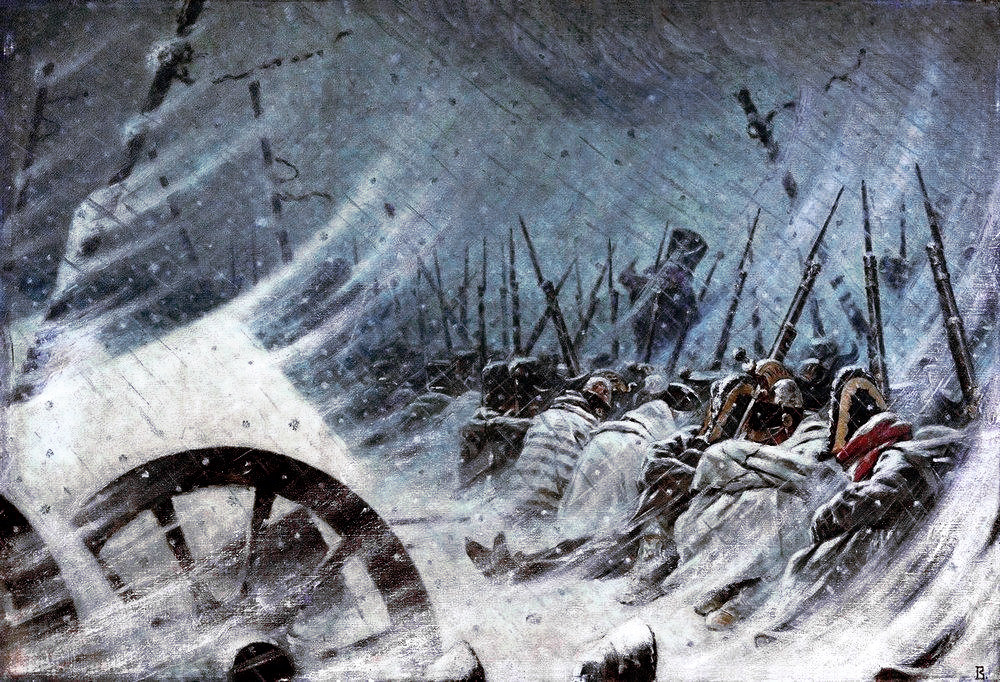
معسكر جيش نابليون الليلي أثناء الانسحاب من روسيا عام 1812.

في بداية الصيف في 24 يونيو (حزيران) 1812 غزا جيش نابليون الكبير المكون من 610.000 جندي روسيا، متجهاً صوب موسكو. تراجع الجيش الروسي أمام الفرنسيين وأضرم النار في المحاصيل والقرى وحرم العدو من استخدامها. تناقص جيش نابليون في النهاية إلى 100.000. وتكبد جيشه المزيد من الخسائر الكارثية أثناء الانسحاب من موسكو الذي بدأ في أكتوبر (تشرين الأول). تتفق مصادر عديدة على أن الشتاء وأعقابه لم يكن سوى عاملاً مساهماً في هزيمة نابليون وتراجعه.
لمواجهة الادعاءات القائلة بأن الهزيمة الفرنسية نتجت عن طقس الشتاء، نشر دينيس دافيدوف تحليلاً تاريخياً عسكرياً بعنوان هل كان الصقيع هو الذي دمر الجيش الفرنسي في عام 1812؟ حيث أظهر أن الفرنسيين عانوا من خسائر في المعارك خلال طقس معتدل نسبياً وحدد أسباباً متعددة لهزيمتهم، وقد اعتمد على ملاحظاته المباشرة وملاحظات المعلقين الأجانب بمن فيهم المؤلفون الفرنسيون.

انسحاب نابليون من روسيا لأدولف نورثن.

ووفقاً لما ذكره تشيو في عام 1981، فإن الجزء الرئيسي لجيش نابليون الكبير والذي كان في البداية مكوناً من 378.000 فرداً على الأقل، «تضاءل بمقدار النصف خلال الأسابيع الثمانية الأولى من غزوه، قبل المعركة الكبرى للحملة. يُعزى هذا الانخفاض جزئياً إلى مراكز الإمداد المحصنة، لكن المرض، والهروب من الخدمة، والإصابات التي لحقت في مختلف التحركات الصغيرة تسببوا في آلاف الخسائر. في معركة بورودينو في 7 سبتمبر (أيلول) 1812 —الاشتباك الرئيسي الوحيد الذي تم خوضه في روسيا— لم يستطع نابليون حشد أكثر من 135.000 جندي وخسر ما لا يقل عن 30.000 منهم ليحقق نصراً ضيقاً ومكلفاً على بعد 600 ميل تقريباً داخل الأراضي المعادية. كانت العواقب هي احتلاله غير المتنازع عليه لموسكو وانسحابه المهين، الذي بدأ في 19 أكتوبر (تشرين الأول)، قبل أول صقيع شديد في وقت لاحق من ذلك الشهر وأول تساقط للثلوج في 5 نوفمبر (تشرين الثاني).» بعد حريق موسكو وأمر نابليون بالانسحاب، رفض القائد الروسي ميخائيل كوتوزوف الاشتباك مع الفرنسيين المغادرين على أي حال، رائياً أن غارات القوزاق تستنزف الخطوط الفرنسية. وعندما اجتاحت العاصفة الثلجية الأولى الجيش، وأعقبها ذوبان الجليد والصقيع حدثت الغالبية العظمى من خسائر نابليون. فبعد أن أحاط به الجليد، أخذ الجيش الفرنسي بالانسحاب عبر ساحات المعارك بلا مأوى من قسوة المناخ، ولم تكن المؤن المتضائلة كافية مع استمرار لجوء الروس لسياسة الأرض المحروقة. ومع استمرار الثلج بالهطول، كان الجنود الفرنسيون يفتقرون للملابس الدافئة والأحذية، وما إن بدأت الحرارة تهبط إلى 30 درجة مثوية تحت الصفر حتى بدأ الرجال يتجمدون. وفي 12 نوفمبر (تشرين الثاني)، كانت قوات نابليون التي وصلت إلى مدينة فيازما قد انخفض عددها بالفعل إلى حد كبير. وفي رسالة وجهها إلى زوجته الإمبراطورة ماري لويز، أوضح نابليون بونابرت أسباب هزيمته في روسيا:
«الشتاء كان كارثتنا، أصبحنا ضحايا الطقس الروسي.» يستشهد لايفين بصعوبة العثور على طعام للقوات والأعلاف للخيول في الشتاء كعامل مساهم مهم.

### تدخل الحلفاء في روسيا شتاء 1918-1919
إبان حملة شمال روسيا لتدخل الحلفاء في الحرب الأهلية الروسية، عرف كلا الجانبين وقوات الحلفاء والجيش الأحمر البلشفي أو تعلموا بسرعة مبادئ حروب الشتاء وطبقوها كلما أمكن ذلك. على الرغم من أن كلا الجانبين حدّا من مواردهما وفي بعض الأحيان عانى جانب أو آخر من العواقب الوخيمة لعدم الاستعداد بشكل كافٍ، فقد خَلُص تشيو إلى أن الشتاء لم يوفر ميزة حاسمة لأي من المقاتلين.

### الغزو الألماني عام 1941

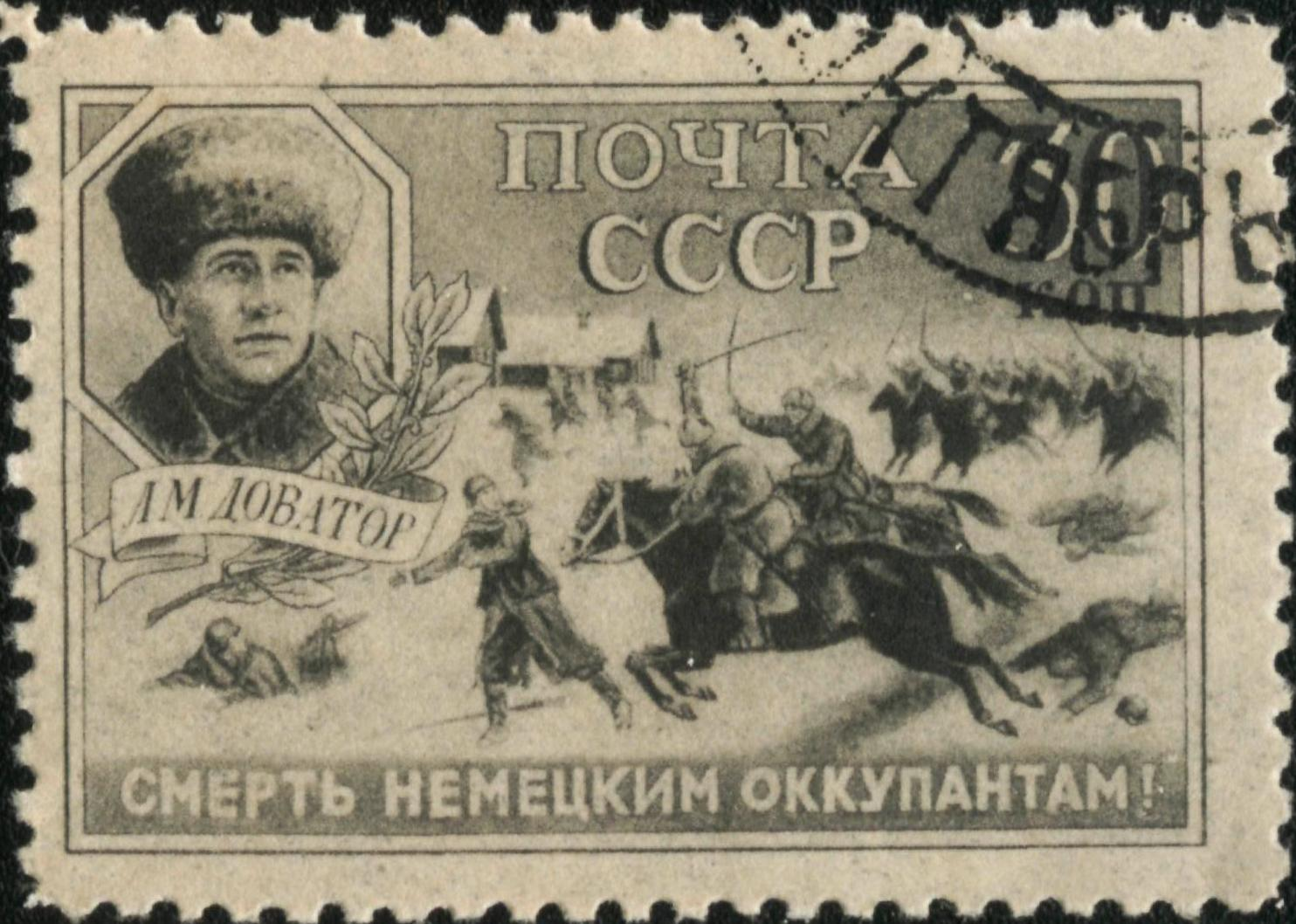
طابع بريد سوفيتي بعنوان الموت للغزاة الألمان يصور جندياً ألمانياً هارباًَ من فرسان مرتدياً كوفية وملابس نسائية.

افتقر الفيرماخت خلال الحرب العالمية الثانية إلى الإمدادات الأساسية مثل الزي الشتوي، بسبب التأخيرات العديدة في تحركات الجيش الألماني. في الوقت نفسه، أجهضت خطط هتلر لعملية بارباروسا بالفعل قبل بداية الشتاء القارس. لم يتوقع هتلر ولا هيئة الأركان حملة طويلة مستمرة حتى الشتاء، وبالتالي فشلوا في اتخاذ الاستعدادات المناسبة لحملة الشتاء المحتملة، مثل توزيع الملابس الدافئة وتجهيز المركبات للشتاء ومواد التشحيم. في الواقع عانى الجيش الشرقي من أكثر من 734.000 من الضحايا (حوالي 23٪ من متوسط قوته البالغة 3.200.000 فرداً) خلال الأشهر الخمسة الأولى من الغزو قبل بدء الشتاء. ذكر إدوارد فاجنر القائد العام للإمداد بالجيش الألماني في 27 نوفمبر (تشرين الثاني) 1941: «إننا على مشارف نهاية مواردنا من حيث الأفراد والمواد. نحن على وشك أن نواجه أخطار الشتاء القارس.» وتجدر الإشارة أيضاً إلى حقيقة أن الشتاء المبكر بشكل غير معتاد لعام 1941 قد قصّر موسم الراسبوتيتسا، مما أدى إلى تحسن الخدمات اللوجستية في أوائل تشرين الثاني (نوفمبر)، حيث لم يزل الطقس بارداً بشكل معتدل. يذكر المارشال قنسطنطين روكوسوفسكي في مذكراته دين الجندي استقرار درجات الحرارة وارتفاعها دون الصفر بما فيه الكفاية كعامل حسم سمح للفيرماخت بمواصلة الهجوم على موسكو:
«في 17 نوفمبر (تشرين الثاني)، واصل العدو التقدم، مضيفاً المزيد من الوحدات. اجتاح البرد المستنقعات، والآن اكتسبت الدبابات الألمانية والوحدات الآلية - القوة الضاربة الرئيسية للعدو - مزيداً من حرية الحركة. شعرنا بهذا على الفور. بدأت قيادة العدو باستخدام الدبابات خارج الطريق.»

## آثار الشتاء على الحروب
في بحثه الصادر عام 1981 بعنوان محاربة الروس في الشتاء: ثلاث دراسات حالات إفرادية، يعتمد تشيو على تجارب من حرب الحلفاء والسوفييت في شمال روسيا خلال شتاء 1918-1919، وتدمير فرقة المشاة الآلية الرابعة والأربعين السوفييتية، والحرب الألمانية-السوفيتية إبان الحرب العالمية الثانية لاستنباط عوامل حروب الشتاء المتعلقة بالتكتيكات العسكرية والعتاد والأفراد:
- التكتيكات - تعتبر المواقف الدفاعية مفيدة للغاية بسبب قدرتها على الحفاظ على الدفء والحماية مقارنة بالهجوم في برد الشتاء. غالباً ما يتم تقييد حركة التنقل والدعم اللوجستي بسبب الثلوج مما يتطلب الحرث أو الضغط لاستيعاب المركبات أو الزلاجات ذات المسار العريض. تتطلب حركة المشاة في الجليد العميق زلاجات أو أحذية ثلجية لتجنب الإرهاق. ينتقل الصوت جيداً عبر الثلج المتقشر، مما يقلص من عنصر المفاجأة. تفيد المتفجرات في حفر الخنادق والملاجئ الكبيرة في الأرض المتجمدة. مهاجمة مطابخ ومعسكرات الحقول تحرم العدو من الطعام والمأوى. النقل السريع للجرحى من ساحة المعركة ضروري لبقائهم على قيد الحياة في البرد.
- العتاد - تتطلب الأسلحة والمركبات مواد تشحيم خاصة لتعمل في درجات حرارة منخفضة. لا يمكن الاعتماد على المناجم في فصل الشتاء بسبب الثلوج العميقة التي قد تخفف من أثر الفتيل أو قد تشكل جسراً جليدياً فوق أدوات التفجير.
- الأفراد - يلزم ارتداء ملابس شتوية مناسبة للحفاظ على حرارة الجسم وتجنب إصابات البرد مثل قضمة الصقيع. تتطلب كفاءة القوات وبقائها إما الاستفادة من المأوى المتاح أو توفير مأوى متنقل.

أشار ساندي وودوارد قائد فرقة عمل البحرية الملكية خلال حرب الفوكلاند التي خيضت قبيل دنو شتاء جنوب الأطلسي في مذكراته، «فكرت حينها، ولأول مرة، في قدوم الجنرال الشتاء. لو كان هنا قبل عشرة أيام، لما كان سيقدم الكثير من المساعدة للأرجنتينيين، المتخندقين على المرتفعات بلا فرصة لقيادتهم العليا لإحضار قواتهم الجوية إلى السماء. لكنني أعتقد أنه كان سينهي علينا».

## أنظر أيضاً
- مناخ روسيا
- تاريخ روسيا
- حرب الشتاء